# 松久站
松久站（日语：／ Matsuhisa eki */?）是一個位於日本埼玉縣兒玉郡美里町大字甘粕，屬於東日本旅客鐵道（JR東日本）八高線的鐵路車站。

## 車站構造
側式月台1面1線的地面車站。
曾經是對向式2面2線，隨著無人化將月台、軌道同時拆去，現在對向月台遺跡轉用作公園。

## 使用情況
根據「埼玉縣統計年鑑」，1999年度（平成11年度）－2010年度（平成22年度）年間上車人次除365（閏年366）1日平均上車人次推移如下表。然而，小數點以下的數值四捨五入算出。
| 上車人次推移       | 上車人次推移    | 上車人次推移    |
| 年度               | 1日平均上車人次 | 來源            |
| ------------------ | --------------- | --------------- |
| 1999年（平成11年） | 117             | [ 利用客数 1 ]  |
| 2000年（平成12年） | 115             | [ 利用客数 2 ]  |
| 2001年（平成13年） | 111             | [ 利用客数 3 ]  |
| 2002年（平成14年） | 103             | [ 利用客数 4 ]  |
| 2003年（平成15年） | 83              | [ 利用客数 5 ]  |
| 2004年（平成16年） | 96              | [ 利用客数 6 ]  |
| 2005年（平成17年） | 98              | [ 利用客数 7 ]  |
| 2006年（平成18年） | 97              | [ 利用客数 8 ]  |
| 2007年（平成19年） | 104             | [ 利用客数 9 ]  |
| 2008年（平成20年） | 106             | [ 利用客数 10 ] |
| 2009年（平成21年） | 120             | [ 利用客数 11 ] |
| 2010年（平成22年） | 119             | [ 利用客数 12 ] |

## 相鄰車站
東日本旅客鐵道（JR東日本）
■八高線
用土－松久－兒玉

### 使用情況
1. ↑  . 平成12年埼玉県統計年鑑. 埼玉県.   [2019-05-06]. （原始内容 (Excel)存档于2019-05-06）. 外部链接存在于|work= (帮助)
2. ↑  . 平成13年埼玉県統計年鑑. 埼玉県.   [2019-05-06]. （原始内容 (Excel)存档于2019-05-06）. 外部链接存在于|work= (帮助)
3. ↑  . 平成14年埼玉県統計年鑑. 埼玉県.   [2019-05-06]. （原始内容 (Excel)存档于2019-05-06）. 外部链接存在于|work= (帮助)
4. ↑  . 平成15年埼玉県統計年鑑. 埼玉県.   [2019-05-06]. （原始内容 (Excel)存档于2019-05-06）. 外部链接存在于|work= (帮助)
5. ↑  . 平成16年埼玉県統計年鑑. 埼玉県.   [2019-05-06]. （原始内容 (Excel)存档于2019-05-06）. 外部链接存在于|work= (帮助)
6. ↑  . 平成17年埼玉県統計年鑑. 埼玉県.   [2019-05-06]. （原始内容 (Excel)存档于2019-05-06）. 外部链接存在于|work= (帮助)
7. ↑  . 平成18年埼玉県統計年鑑. 埼玉県.   [2019-05-06]. （原始内容 (Excel)存档于2019-05-06）. 外部链接存在于|work= (帮助)
8. ↑  . 平成19年埼玉県統計年鑑. 埼玉県.   [2019-05-06]. （原始内容 (Excel)存档于2019-05-06）. 外部链接存在于|work= (帮助)
9. ↑  . 平成20年埼玉県統計年鑑. 埼玉県.   [2019-05-06]. （原始内容 (Excel)存档于2019-05-06）. 外部链接存在于|work= (帮助)
10. ↑  . 平成21年埼玉県統計年鑑. 埼玉県.   [2019-05-06]. （原始内容 (Excel)存档于2019-05-06）. 外部链接存在于|work= (帮助)
11. ↑  . 平成22年埼玉県統計年鑑. 埼玉県.   [2019-05-06]. （原始内容 (Excel)存档于2019-05-06）. 外部链接存在于|work= (帮助)
12. ↑  . 平成23年埼玉県統計年鑑. 埼玉県.   [2019-05-06]. （原始内容 (Excel)存档于2019-05-06）. 外部链接存在于|work= (帮助)

## 外部連結
- 車站資訊（松久）：東日本旅客鐵道